# Альхорра (вулкан)
Альхорра (исп. Volcán Aljorra) — потухший вулкан в Испании, в регионе Мурсия, на западе муниципальных земель Картахены.
Вулкан Альхорра находится в древней вулканической области и представляет собой остатки более древнего вулкана. Высота — 160–170 м.

## Внешние ссылки
- Página que explica algo sobre el volcán de La Aljorra y otros volcanes de la Región de Murcia  (исп.)